# علم الخضر

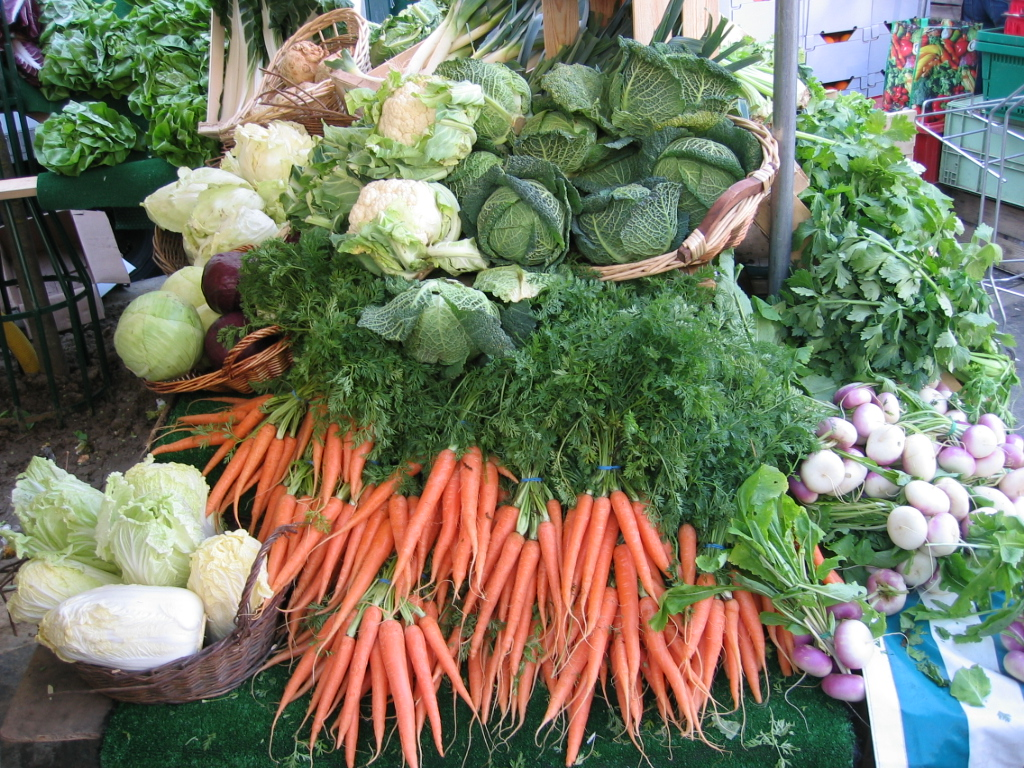

علم الخضر هو علم زراعة الخضار المعني بزراعة النباتات غير الخشبية (العشبية) من أجل الغذاء.
علم الخُضر هو إنتاج النباتات لغرض استخدام الأجزاء القابلة للأكل. ويمكن تصنيف محاصيل الخُضر إلى 9 أصناف رئيسية:
- الأعشاب والخضراوات - السبانخ والكرنب اللارأسي
- محاصيل السلطة - الخس والكرفس
- محاصيل الكرنبيات - الملفوف والقرنبيط
- المحاصيل الجذرية (الدرنات) - البطاطس والشمندر والجزر والفجل
- المحاصيل البصلية - البصل والكراث
- البقوليات - الفاصوليا والبازلاء
- القرعيات - البطيخ والقرع والخيار
- المحاصيل الباذنجانية - الطماطم والفلفل
- الذرة الحلوة

يتعامل علم الخُضر مع إنتاج الخضراوات وتخزينها وتجهيزها وتسويقها. ويشمل تأسيس المحاصيل، من بينها اختيار المستنبت وتجهيز مهد البذرة وتأسيس محاصيل الخضراوات بالبذور والغرسات المنقولة.
ويتضمن أيضًا الحفاظ على محاصيل الخُضر ورعايتها، وكذلك إنتاج محاصيل الخُضر التجارية وغير التقليدية، وتضم البستنة العضوية والزراعة العضوية والزراعة المستدامة والبستنة والزراعة في الماء والتكنولوجيا الحيوية.